# Trichoncus aurantiipes
Trichoncus aurantiipes är en spindelart som beskrevs av Simon 1884. Trichoncus aurantiipes ingår i släktet Trichoncus och familjen täckvävarspindlar. Inga underarter finns listade i Catalogue of Life.